# Radim Smetka
Radim Smetka (* 24. května 1988 Praha) je český politik, v letech 2010 až 2019 místopředseda Strany svobodných občanů.

## Život
V letech 2003 až 2007 absolvoval přírodovědnou větev Gymnázia Arabská na Praze 6. Od roku 2007 studuje národní hospodářství na Národohospodářské fakultě Vysoké školy ekonomické v Praze.
Od roku 2008 se živí jako správce sítě a administrativní zaměstnanec u společnosti ITS Holding s. r. o. V letech 2006 až 2008 navíc působil jako společník a jednatel ve firmě TexWare s. r. o., která se zabývala prodejem hardwaru. Od roku 2009 do roku 2012 byl dále šéfredaktorem minarchistického měsíčníku Laissez Faire Archivováno 18. 5. 2021 na Wayback Machine. s podtitulem Časopis pro svobodu jednotlivce.
Radim Smetka je svobodný. Jeho otcem je Petr Smetka, pravomocně odsouzený na 12 let za účast v kauze H-System; Radim tuto skutečnost komentoval slovy: „[…] doufám, že mě lidé budou brát jako samostatného člověka a ne jako nějakého klona, který nese vinu svých rodičů.“

## Politické působení
Politicky se angažuje od přelomu let 2008 a 2009, kdy se podílel jako člen širšího týmu na vzniku Strany svobodných občanů a začal působit jako poradce předsedy strany Petra Macha. V rámci strany se pak stal nejdříve členem Republikového výboru Strany svobodných občanů a od srpna 2010 je jejím místopředsedou. Post obhájil v letech 2012, 2017
, 2013
 i 2015.
Do komunální politiky se pokoušel vstoupit, když v obecních volbách v roce 2010 kandidoval za Svobodné do Zastupitelstva Hlavního města Prahy, ale nedostal se do něj.
Ve volbách do Poslanecké sněmovny PČR v roce 2010 kandidoval za Svobodné v Hlavním městě Praze, ale neuspěl. Stejně tak neuspěl ani ve volbách do Poslanecké sněmovny PČR v roce 2013, kdy opět kandidoval za Svobodné v Praze.
V polovině listopadu 2017, po volbách do Poslanecké sněmovny, nejprve rezignoval na post místopředsedy strany, záhy byl však opět místopředsedou Svobodných zvolen. Funkci zastával do léta 2019.

## Postoje
Radim Smetka se charakterizuje jako klasický liberál. Odmítá eurounijní dotace, protože jsou vynakládány na neužitečné věci a přinášejí dodatečné náklady. Je proti povinnému přimíchávání biopaliv do benzínu a nafty, protože je to nákladné a přispívá ke zdražování potravin. Tzv. šrotovné je podle Smetky problematické z ekonomického i ekologického hlediska a nemělo by být zavedeno. Navrhuje zrušení minimální mzdy.
Odmítá zveřejňování platů státních zaměstnanců, neboť jde o zásah do jejich soukromí.